# Manau Sembilan I
Manau Sembilan I is een bestuurslaag in het regentschap Kaur van de provincie Bengkulu, Indonesië. Manau Sembilan I telt 734 inwoners (volkstelling 2010).